# Войтенко Валентин Андрійович
Валентин Андрійович Войтенко (нар. 24 січня 1949) — українській художник.

## Життєпис
Народився 24.01.1949 р., смт Червоноармійськ Житомирської області.
З 1973 по 1978 рік навчався в Львівському державному інституті прикладного та декоративного мистецтва на спеціалізації «Інтер'єр та обладнання».
Працює в Житомирському художньо-виробничому комбінаті з 1978 року художником монументально-ужиткового мистецтва, в 1993—1997 та 2003 роках — член правління ЖООНСХ України.
Член НСХУ з 1992 року.
Бере участь у республіканських виставках з 1985 року. Брав участь у закордонній виставці «Барви України» в м. Гудзьонськ (Польща, 1994 р.).

## Твори
Основні твори:
- серія «Слава України» КоЗакінчила Україна. Доля (1991);
- серія «Посвячення Т. Г. Шевченку» Пророк. Україна. Катерина. Кобзар (1992);
- серія «Апостоли слов'янської писемності» св. Кирило. Св. Мефодій (1992).

Твори з графічної серії «Слава Україні» знаходяться в Дирекції художніх виставок України та приватних колекціях.

## Нагороди, відзнаки
- Почесне звання «Заслужений художник України» (2020)[1]
- Премія імені Івана Огієнка (2018)[2]